# Plasmamedizin

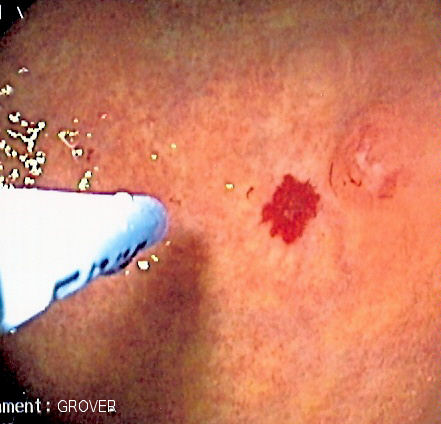
Anwendungsbeispiel: Koagulation mit einem Argonplasma

Plasmamedizin ist die zusammenfassende Bezeichnung für die Anwendung von physikalischen Plasmen für therapeutische Zwecke. Es handelt sich dabei um ein vergleichsweise neues und interdisziplinäres Wissenschaftsgebiet an der Schnittstelle zwischen Physik, Medizin und Biologie.
Mögliche Einsatzgebiete von Plasmen im Bereich der Medizin umfassen beispielsweise die Desinfektion oder Sterilisation von Medizinprodukten, von Körperoberflächen und von lebendem Gewebe, die Beeinflussung der Wundheilung, der Blutgerinnung und der Geweberegeneration, die Behandlung von Hautkrankheiten und von entzündlichen Erkrankungen, die Nutzung für Inzisionen in der Chirurgie sowie die Oberflächenmodifikation von medizinischen Implantaten mit dem Ziel, deren Interaktion mit dem sie umgebenden Gewebe zu steuern und dabei insbesondere ihr Einwachsen nach der Implantation zu verbessern. Zum Einsatz kommen dabei Niederdruckplasmen verschiedener Zusammensetzung.
In der medizinischen Anwendungen werden (Stand: 2022) vor allem zwei Plasmaeffekte genutzt:
1. die Inaktivierung von Mikroorganismen, auch von multiresistenten Krankheitserregern
2. die Stimulation der Zellproliferation und der Mikrozirkulation, wodurch sich eine Regeneration zerstörter Gewebeverbände ergibt.

Seit 2013 sind Geräte erhältlich, die eine Zulassung nach dem Medizinproduktegesetz erhalten haben. Somit kann das medizinische elektrische Gerät als zugelassenes Plasma-Medizinprodukt in Verkehr gebracht werden. Der Einsatz am Menschen ist in allen Arztpraxen durch jede medizinische Fachkraft möglich. Es erzeugt kaltes Plasma direkt aus der umgebenden Atmosphäre, das reaktive Radikale enthält, die in Verbindung mit geringer Ultraviolettstrahlung  die Zellwände von Bakterien beziehungsweise Hüllen von Viren zerstören. Zur Gewährleistung eines hohen Sicherheitsstandards wurde das Gerät für den Betrieb ohne Netzanschluss entwickelt und vom VDE auf elektromagnetische Verträglichkeit geprüft. In klinischen Studien wurde eine Keimreduktion bis zu 99,9 Prozent nachgewiesen.
Im Juni 2014 wurde die DIN-Spezifizierung 91315 veröffentlicht, die Anforderungen an medizinische Plasmaquellen festlegt. Im Februar 2022 wurde die erste Leitlinie zur medizinischen Plasmatherapie herausgegeben, mit dem Titel „Rationaler therapeutischer Einsatz von kaltem physikalischem Plasma“. Die Leitlinie enthält starke Empfehlungen für die Behandlung von chronischen und infizierten Wunden sowie für die palliative Behandlung von ulzerierten, offenen, anaerob kontaminierten Tumormetastasen. Laut der Leitlinie kann die Behandlung unter ärztlicher Supervision auch durch Fachpflegekräfte durchgeführt werden.

## Nationales Zentrum für Plasmamedizin
Im Juni 2013 wurde in Berlin der Verein Nationales Zentrum für Plasmamedizin gegründet, ein deutschlandweites Netzwerk aller Forschergruppen auf dem Gebiet der Plasmamedizin. Das Netzwerk dient dem Zweck, „Forschung und Entwicklung im Bereich Plasmamedizin deutschlandweit zu fördern“.